# Lawrence Grossmith
Lawrence Grossmith (29 de marzo de 1877 – 21 de febrero de 1944) fue un actor teatral y cinematográfico de nacionalidad británica, hijo del intérprete especializado en obras de Gilbert y Sullivan George Grossmith, y hermano del actor y director George Grossmith, Jr.
Tras afirmarse en una carrera centrada en la representación de comedias musicales eduardianas en Londres desde los primeros años del siglo XX hasta la Primera Guerra Mundial (exceptuando un breve período en los Estados Unidos), Grossmith dejó Inglaterra para dedicarse a hacer una larga gira por Estados Unidos y Australia, en la cual actuó en obras teatrales convencionales y en musicales. Aunque continuó con su faceta teatral en Inglaterra y en América, desde 1933 hasta su muerte también se dedicó a la actuación en el cine.

## Biografía
Su nombre completo era Lawrence Randall Grossmith, y nació en Londres, Inglaterra, siendo sus padres George Grossmith, actor famoso por sus papeles en el género de la Ópera del Savoy, y Emmeline Rosa Noyce (1849–1905). Su tío era el actor Weedon Grossmith. Educado en el St Paul's College Stony Stratford, la London University School y la Shrewsbury School, estaba previsto que se formara como ingeniero, pero, al igual que su padre, su tío y su hermano mayor, George Grossmith, Jr., se interesó por el teatro. Su debut en la escena llegó en 1896, encarnando a Robert en Mam'zelle Nitouche, obra representada en el Teatro Royal Court.
En 1901 Grossmith interpretó al personaje titular en Struwwelpeter, un papel muy diferente de los flâneur con los cuales su nombre fue asociado más adelante. En 1904 se casó con Coralie Blythe, una estrella de la comedia eduardiana, hermana del bailarín Vernon Castle. En los primeros años del siglo XX, Grossmith se hizo conocido por sus actuaciones en el género eduardiano, en shows representados en los teatros del West End como The White Chrysanthemum (1905) y The Girl Behind the Counter (1906). En 1906, él y su esposa fueron invitados a ir a Nueva York por Lew Fields, a donde viajaron acompañados por Vernon Castle. En 1906 el trío actuó en el Teatro Herald Square, en el circuito de Broadway, representando la revista musical About Town. Tras ello volvió a Londres, actuando en Havana (1908) y Are You There? (1913).
En 1913 se dedicó a la dirección, haciéndose cargo del Teatro Savoy. Con su mujer actuó en 1915 en la comedia musical de Paul Rubens y Jerome Kern Nobody Home, que en el año siguiente se representó en el Teatro Princess de Nueva York. Grossmith estuvo en Nueva York unos años antes de mudarse a Australia, no volviendo a Inglaterra hasta 1924. En esos años actuó en las comedias musicales Flora Bella (1916) y Love o' Mike (1917), y en piezas no musicales como la de Somerset Maugham Too Many Husbands.  De nuevo en Broadway en 1928, actuó en The Cat and the Fiddle (1931) y Call It a Day (1936).
Grossmith participó en 1914 en el film mudo The Brass Bottle. Entre 1933 y 1944 actuó en varias películas, con papeles de importancia en Counsel's Opinion (1933), Tiger Bay (1934), Sing As We Go (1934), Everything in Life (1936), Silver Blaze (1937) The Girl in the Taxi (1937) y No Time for Comedy (1940).
Lawrence Grossmith falleció en 1944 en Woodland Hills, California, siendo enterrado junto a su esposa en el Cementerio Woodlawn de Nueva York.

## Selección de su filmografía
- The Brass Bottle (1914)
- The Common Cause (1919)
- Counsel's Opinion (1933)
- Tiger Bay (1934)
- Sing As We Go (1934)
- The Private Life of Don Juan (1934)
- It Happened in Paris (1935)
- Everything in Life (1936)
- Make-Up (1937)
- Silver Blaze (1937)
- The Girl in the Taxi (1937)
- Captain Fury (1939)
- No Time for Comedy (1940)
- Gaslight (1944)